# Lo Corral (Torallola)
Lo Corral és un indret del terme municipal de Conca de Dalt, a l'antic terme de Toralla i Serradell, al Pallars Jussà, en territori que havia estat del poble de Torallola.
Està situat al sud-est de Torallola, al nord del Serrat de Castellets i al sud de la partida de les Saülls, a la dreta del barranc de Saülls i al sud-est de les partides de la Rourera i lo Tros.